# Epidendrum arevaloi
Epidendrum arevaloi là một loài thực vật có hoa trong họ Lan. Loài này được (Schltr.) Hágsater mô tả khoa học đầu tiên năm 1991.